# Schönebecker Straße 41

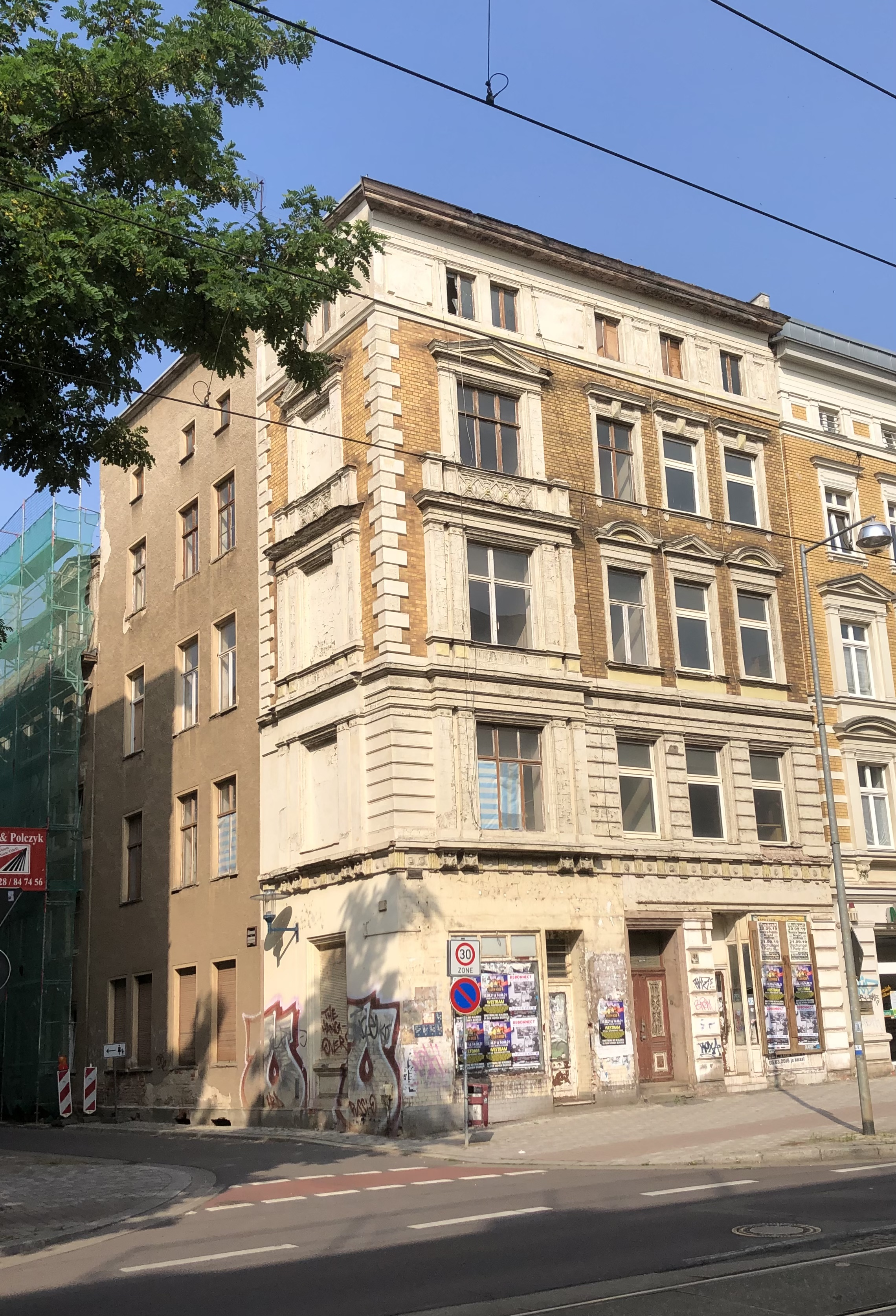
Schönebecker Straße 41 im Jahr 2021

Schönebecker Straße 41 ist ein denkmalgeschütztes Wohn- und Geschäftshaus in Magdeburg in Sachsen-Anhalt.

## Lage
Es befindet sich in einer Ecklage auf der Westseite der Schönebecker Straße an der südlich einmündenden Bernburger Straße im Magdeburger Stadtteil Buckau. Nördlich grenzt das gleichfalls denkmalgeschützte Haus Schönebecker Straße 40 an. 

## Architektur und Geschichte
Das viergeschossige Haus wurde in der Zeit zwischen 1880 und 1890 in Ziegelbauweise errichtet. Die beiden straßenseitigen Fassaden sind repräsentativ im Stil der Neorenaissance gestaltet, wobei jedoch der westliche Teil entlang der Bernburger Straße nicht in der ursprünglichen Form und Gliederung erhalten ist. An den Fassaden von Erdgeschoss und der Beletage im ersten Obergeschoss finden sich Rustizierungen. An den oberen Stockwerken bestehen von Pilastern gerahmte Fensterädikulä. 
Im Erdgeschoss wurden Ladengeschäfte eingefügt.
Im örtlichen Denkmalverzeichnis ist das Wohn- und Geschäftshaus unter der Erfassungsnummer 094 17866 als Baudenkmal verzeichnet.
Das Gebäude ist als Teil eines gründerzeitlichen Straßenzugs städtebaulich bedeutsam. Es steht seit Jahrzehnten leer und ist dringend sanierungsbedürftig (Stand 2021).